# علوم الصحة
علم الصحة هو مجموعة التخصصات في العلوم التطبيقية التي تتعامل مع الصحة، ويحوي العديد من الفروع. تنقسم علوم الصحة إلى قسمين: دراسة جسم الإنسان والبحث لتعزيز معرفتنا بالآليات التي يعمل بها الجسم الحي وممرضاته وعلم الصحة التطبيقي الذي يهتم بتطبيق هذه المعرفة لتحسين الصحة، ومعالجة وشفاء الأمراض، وفهم كيفية عمل وظائف الحيوانات والإنسان.

## تاريخ علم الصحة
أساسيات علم الصحة موجودة منذ وجود الإنسان. لطالما كان الإنسان بحاجة إلى أجوبة لمشاكله الصحية كالجروح، الأمراض والتوليد.
مع وجود التكنولوجيا الطبية الحديثة، وبالاستعانة من أساسيات العلوم الأخرى دقة علوم الصحة تحسنت بشكل ملحوظ. بالرغم من ذلك بعض الثقافات ما زالت إلى الآن تستخدم الأعشاب كعلاج وبعض العلاجات الأخرى التي قد لا تعتمد على أساس طبي.
يعود تزايد متوسط عمر الإنسان الذي خلال القرن الماضي بالدرجة الأولى إلى البحوث الطبية. كما أنه من الإنجازات المتطورة التي وصل لها الطب هي لقاحات الحصبة وشلل الأطفال والأنسولين لمعالجة داء السكري، مضادات الجراثيم لمعالجة مجموعة من الأمراض، وعلاج لارتفاع ضغط الدم، علاج متطور للإيدز، علاج لتصلب الشرايين، تقنيات جراحية جديدة مثل الجراحة المجهرية، وتطور علاج السرطان بشكل ناجح.
من المتوقع إيجاد علاجات جديدة مفيدة كنتيجة مشروع الجينوم البشري ولكن تبقى التحديات كثيرة، أخذاً بعين الاعتبار ظهور مقاومات المضادات الحيوية والبدانة السائدة.

## أقسام علم الصحة
يقسم علم الصحة إلى قسمين أساسين: دراسة جسم الإنسان وعلم الصحة التطبيقي.

### علم الصحة التطبيقي
علم الصحة التطبيقي يسعى لفهم الصحة بشكل أفضل بالإضافة إلى المحاولة لتحسين صحة الفرد بشكل خاص وعامة الناس بشكل عام. مثل: التقانة الحيوية، التمريض، التغذية، علم العقاقير، الصيدلة، الصحة العامة، علم النفس، العلاج الطبيعي، الطب، الرياضة المائية لذوي الاحتياجات الخاصة، الرياضة المائية العلاجية، الرياضة المائية لكبار السن والأصحاء لتحسين الصحة والمحافظة على توازن ونشاط الجسم.

## الرعاية الصحية
الرعاية الصحية وهي تطبيقات المعارف المرتبطة بعلوم الصحة، هي العلاج الوقائي للتحكم بالأمراض الفيزيائية والعقلية عن طريق الخدمات التي يقدمها الطب والتمريض.
بالنسبة إلى منظمة الصحة العالمية، الرعاية الصحية تتضمن جميع الفوائد والخدمات المصممة لتحسين الصحة بما فيها الخدمات الوقائية والعلاجية والمسكنة الموجهة للأفراد أو الجماعات. الاحتياطات المنظمة لتلك الخدمات قد تشكل نظام رعاية صحية. وقد يشمل ذلك بعض المنظمات الحكومية كخدمات الصحة الوطنية في المملكة المتحدة.
هناك العديد من الاختصاصات في مجال الصحة. الاختصاصات الأكثر شهرة هي الطب، الصيدلة، والتوليد والعديد من أشكال المداواة (الغذائيات، الاستجمام)
كعلم الصحة، علم الرعاية الصحية يتضمن كلتا الدراسة وتطبيقات الوقاية والشفاء من الأمراض. كما يشمل الأطباء الفيزيائيون والجراحون.
هناك العديد من الأقسام المختلفة للطب؛ والاختصاصات الأخرى للرعاية الصحية تحتوي أيضاً اختصاصات مركزة على جزء معين من السكان.
الصحة العمومية تدرس أثر العوامل البيئية مثل مصادر الرعاية المتوفرة على صحة الناس بشكل عام، ولكن غالباً يتم التركيز على جزء معين كالأمهات والأطفال.
علم الغذاء يعلّم الناس الغذاء المناسب، خاصة الحاجات الغذائية لفئات معينة كمن هم مصابون بداء البول السكري أو الأمراض الباطنية، أو النساء المرضعات.
هناك أقسام أخرى للطب أقل شهرة منها الإسعاف الأولي.
الصحة السنية تقدمت بشكل ملحوظ خلال السنين الماضية حتى أصبح طب الأسنان من الأقسام الرئيسية لعلم الصحة. الاستشارة، العناية التكية، العناية المنزلية، العناية الغذائية، العمل الطبي الاجتماعي، الطب البديل، الصيدلة وعلم السموم هي جميعها أقسام من علم الصحة.
الطب البيطري هو علم الصحة الموجه مباشرة إلى للاعتناء بالحيوانات والعمل على وقايتها وشفائها من الأمراض ومعاينة غذائها والاقتصاد الحيواني.

### الممارسات الصحية

#### الممارسات الطبية الرسمية المعترف بها
| - طب الأسنان - الطب الغذائي الذي يعتمد على الحميات - الوبائيات - الاستشارات الوراثية - الفيزياء الطبية - الطب - الطب النفساني - التقانة الطبية | - العلاج الوظيفي - التغذية - طب العيون - العلاج الطبيعي - الصيدلة - علم النفس، متضمناً (الحيواني، السلوكي، السريري، الصحي، الطبي، النفسي العصبي وغيرها). - التحليل النفسي | - العلاج النفسي، تتضمن المعالجة الإدراكية. - الصحة العامة - الجراحة، متضمناً التخدير. - طب تقويم العظام (ملاحظة: في جميع البلاد ما عدا الولايات المتحدة الأمريكية يدرج تقويم العظام تحت مهن الصحة البديلة والثانوية). - الطب البيطري - التمريض - التدريب الرياضي، يتضمن الرياضة المائية العلاجية للتأهيل وإعادة تأهيل إصابات الملاعب. |

#### الطب البديل والمكمل
| - تقنية ألكسندر - معالجة يدوية - طريقة دورن | - علاج الداء بالداء أو ما يدعى بالمعالجة المثلية - طب التدليك - الطب الطبيعي | - علاج بالأعشاب - التنويم المغناطيسي |

#### العلاج الروحاني
- العلوم المسيحية
- العلاج بالإيمان
- الريكي
- الشامانية

#### العلاجات التاريخية
- الفصادة
- الطب البطولي
- العلاج المغناطيسي
- العلاج المرتبط بالقرون الوسطى

## وصلات خارجية
- Links to Health Professions Websites
- National Institute of Environmental Health Sciences
- The US National Library of Medicine